# Guioa pubescens
Guioa pubescens är en kinesträdsväxtart som först beskrevs av Z. & M., och fick sitt nu gällande namn av Ludwig Radlkofer. Guioa pubescens ingår i släktet Guioa och familjen kinesträdsväxter. Inga underarter finns listade i Catalogue of Life.